# サヴィトリ
サヴィトリ（サンスクリット: सवितृ, Savitṛ）は、インド神話における太陽神の1つである。「鼓舞者」、「激励者」、「刺激者｣などの意で、太陽が陽光によって万物を刺激、鼓舞し、活動を促す1側面を神格化したもの。そのためバラモン階級の人間が最も神聖視し、毎朝唱える讃歌ガーヤトリーはサーヴィトリーとも呼ばれる。
『リグ・ヴェーダ』では10篇ないし11篇の讃歌を持ち、スーリヤのほか、ヴァルナやアリヤマン、バガといった神々と結びつけられている。サヴィトリは黄金の眼と、黄金の両腕を持ち、黄金の車に乗る。サヴィトリは生物、無生物を問わず万物を刺激し、それによって宇宙を維持するが、1日の終わりには人々に眠りをもたらす。
神話ではサヴィトリは、バガ、プーシャンとともに身体毀損の伝承を持つ。彼はダクシャの祭祀か、あるいは別の重要な祭祀の場で両腕を失ってしまう。『マハーバーラタ』などでは彼の腕を切り落とすのはシヴァ（ルドラ）神であるが、『カウシータキ・ブラーフマナ』（4・13）では神々が行ったある重要な祭祀のおり、神聖な供物（プラーシトラ）をサヴィトリに捧げると、供物はサヴィトリの両腕を切断し、続いてバガの両眼をつぶし、プーシャンの歯を全て吹き飛ばしたとされる。神話学者ジョルジュ・デュメジルはこの神話におけるサヴィトリ、バガを、隻眼、隻腕の神と比較している。
サヴィトリは後世、アーディティヤ神群の1つとされるようになった。